# EUMETSAT

Mitgliedstaaten
Kooperierende Länder

Die EUMETSAT (European Organisation for the Exploitation of Meteorological Satellites; deutsch: Europäische Organisation für die Nutzung meteorologischer Satelliten) in Darmstadt betreibt die Meteosat- und MetOp-Wettersatelliten.
Sie ist eine zwischenstaatliche Organisation mit Sitz in Darmstadt, Deutschland, mit derzeit 30 europäischen Mitgliedstaaten (Belgien, Bulgarien, Dänemark, Deutschland, Estland, Finnland, Frankreich, Griechenland, Irland, Island, Italien, Kroatien, Lettland, Litauen, Luxemburg, die Niederlande, Norwegen, Österreich, Polen, Portugal, Rumänien, Schweden, die Schweiz, die Slowakei, Slowenien, Spanien, Tschechien, Türkei, Ungarn und das Vereinigte Königreich).
EUMETSAT ist Mitglied der Coordination Group for Meteorological Satellites (CGMS) und stellt deren Sekretariat.
EUMETSAT ist beobachtendes Mitglied des CCSDS.

## Missionen

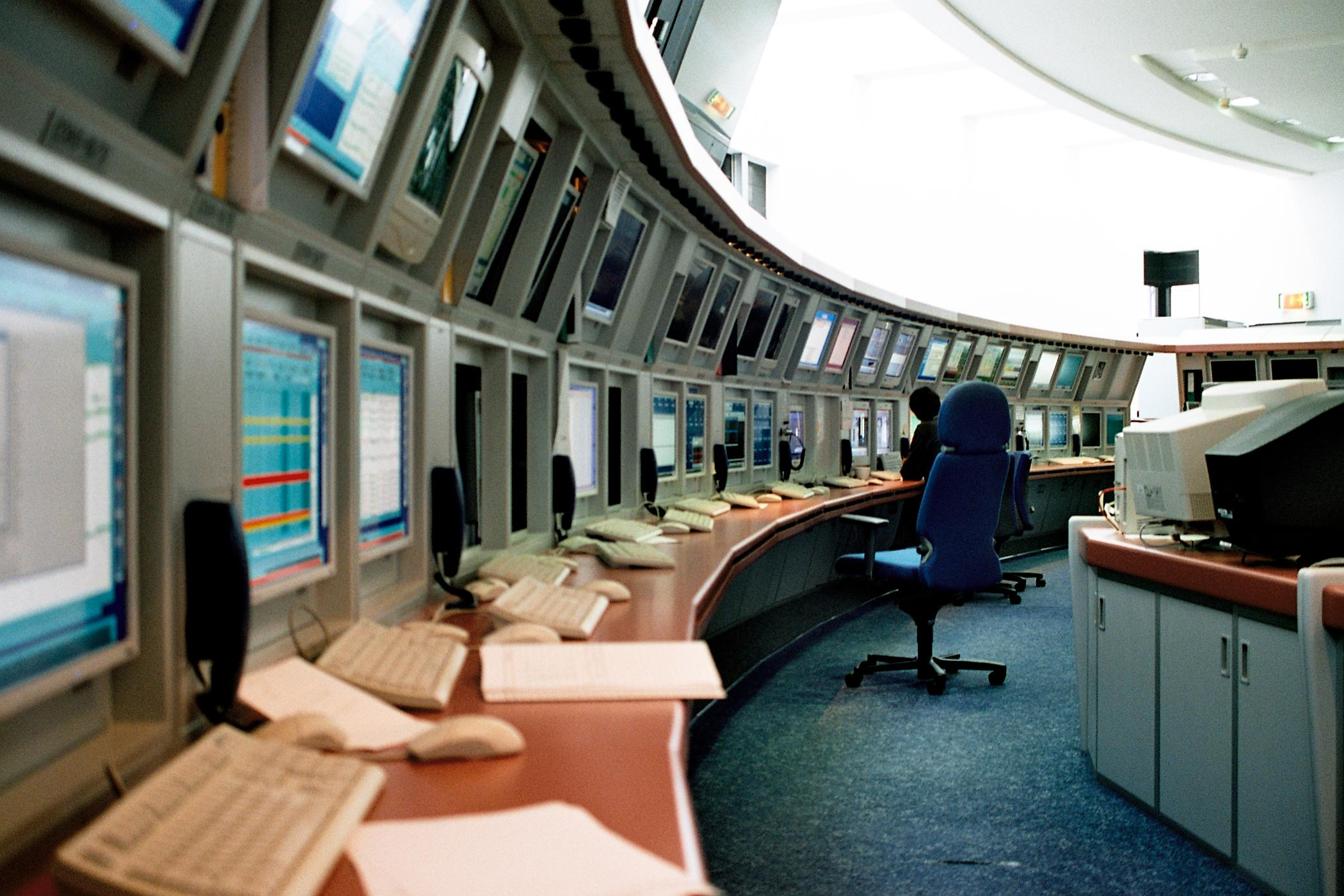
EUMETSAT-Kontrollraum in Darmstadt

Die gelieferten Datenprodukte (Satellitenbilder + andere Messwerte) bilden die Grundlage für Wetterbeobachtung und -vorhersage. Alle Produkte stehen langfristig zur Verfügung und können so zur Beobachtung von Klimaveränderungen genutzt werden.

### Meteosat
EUMETSAT betreibt derzeit eine Flotte von fünf geosynchronen Wettersatelliten namens Meteosat. Von Positionen bei 0° bis 41,5° östlicher Länge aus überwachen die Satelliten das Wettergeschehen in Europa, Afrika und Teilen Asiens. Vier der Satelliten gehören zur zweiten Satellitengeneration (MSG – Meteosat Second Generation), die im Zeitraum von 2004 bis 2018 in Betrieb ging. Die erste Meteosat-Generation stammte aus den 1970er bis 1990er Jahren; der letzte dieser älteren Satelliten – Meteosat-7 – wurde 2017 abgeschaltet.
Die dritte Generation der Satelliten, Meteosat Third Generation (MTG), ging mit Meteosat-12 am 4. Dezember 2024 in den operativen Betrieb.

### EUMETSAT Polar System (EPS)
Um den globalen Überblick zu vervollständigen, betreibt EUMETSAT derzeit die beiden ersten von drei polarumlaufenden Satelliten (MetOp). Sie werden in Kooperation mit der Europäischen Weltraumorganisation (ESA), der französischen Raumfahrtagentur CNES und der europäischen Industrie entwickelt. Der Start des ersten MetOp Satelliten erfolgte am 19. Oktober 2006. Die Erdbeobachtungen von polaren Umlaufbahnen werden gemeinsam von EUMETSAT und dem US-amerikanischen Wetterdienst NOAA im Rahmen des Initial Joint Polar System (IJPS) durchgeführt. Das IJPS beinhaltet den Austausch von Instrumenten und Daten sowie die gegenseitige Unterstützung im Satellitendaten-Empfang.
Die ersten Satelliten im IJPS sind NOAA-18 und MetOp-A. Am 6. Februar 2009 wurde NOAA-19 gestartet, der im Mai des gleichen Jahres den Routinebetrieb aufgenommen und NOAA-18 abgelöst hat. An Bord von NOAA-19 befindet sich ein Microwave Humidity Sounder (MHS) Instrument von EUMETSAT.
MetOp-B wurde am 17. September 2012 um 18:28 Uhr MESZ (22:28 Uhr Ortszeit) erfolgreich gestartet. Der Start erfolgte vom Kosmodrom Baikonur in Kasachstan mit einer Rakete des Typs Sojus 2.1a. Der Start des letzten Satelliten der MetOp-Reihe (MetOp-C) erfolgte am 7. November 2018 mit einer Sojus-Rakete von Kourou in Französisch-Guayana.
Als erster Satellit der zweiten Generation des EUMETSAT Polar System wurde Metop Second Generation A1 am 13. August 2025 (02:37 CEST) in Kourou gestartet.

### Jason
70 % der Erdoberfläche ist von Ozeanen bedeckt; Meeresströmungen und Phänomene wie beispielsweise El Niño beeinflussen das Wetter und die Klimaentwicklung erheblich.
Jason 1 und der Erdbeobachtungssatellit TIMED wurden am 7. Dezember 2001 gestartet; Jason 1 war bis Juli 2012 aktiv. Jason-2 (auch OSTM (Ocean Surface Topography Mission) genannt) war von Juni 2008 bis Oktober 2019 in Betrieb. Jason 3 ist seit dem 17. Januar 2016 in Betrieb.
Jason 2 maß kontinuierlich Meeres- und Wellenhöhen, unter anderem für Seewettervorhersagen. EUMETSAT und NOAA kontrollierten ihn und verteilten die gesammelten Daten.

### GOSAT
Im Mai 2019 wurde bekannt, dass EUMETSAT und JAXA für künftige Messungen der Treibhausgase (über den GOSAT-Satelliten) kooperieren werden.

## Nutzung der Daten
Die Daten und Wetterbilder sind primär dazu bestimmt, von den nationalen Wetterdiensten der Mitgliedstaaten und kooperierenden Staaten genutzt zu werden. Darüber hinaus hat eine Reihe anderer Nutzer Lizenzen erworben, Zugang zu den Meteosat-Daten zu erhalten.
Die Hauptnutzer verbreiten Wetterbilder und Daten an andere Endnutzer. Beispielsweise werden die Wetterbilder und -filme zusammen mit Wettervorhersagen Tag für Tag über das Fernsehen ausgestrahlt oder über das Internet angeboten. So nutzt ein Großteil der europäischen Bevölkerung EUMETSAT Daten.
Einige Universitäten und Forschungsinstitute benötigen Meteosat-Daten für die Weiterbildung und ihre eigenen Forschungen. Kommerzielle Organisationen nutzen die Daten entweder als Endnutzer, so wie Fluggesellschaften, oder als Serviceanbieter wie Fernsehanstalten oder kommerzielle Wettervorhersagen. Meteosat-Daten werden oft durch lokal installierte Empfangseinrichtungen empfangen, wie sie beispielsweise an Schulen, Sportflugplätzen, Yachten oder bei Privatpersonen zu finden sind.

## Satelliten-Auswertungszentren (Satellite Application Facilities) SAFs
EUMETSATs Satelliten-Auswertungszentren (Satellite Application Facilities) SAFs sind ein integraler Bestandteil des verteilten EUMETSAT Bodensegmentes. SAFs nutzen die Erfahrungen und Expertisen der Mitgliedstaaten und sind verantwortlich für die anwendungsbezogene Prozessierung von Satellitendaten. Jedes SAF wird von einem internationalen Konsortium entwickelt und betrieben, das unter der Leitung eines nationalen Wetterdienstes steht. Forschung, Daten, Produkte und Dienstleistungen der SAFs ergänzen dabei die Aktivitäten der EUMETSAT Zentraleinrichtung in Darmstadt.
Zurzeit existieren acht SAFs in unterschiedlichen Entwicklungsstadien, mit Spezialisierung auf folgende Bereiche:
- Support to Nowcasting and very short range forecast (Nowcasting und Kurzfristvorhersage)[7]
- Ocean and Sea Ice (Ozean und Meereis)[8]
- Climate Monitoring (Klimaüberwachung)[9]
- Numerical Weather Prediction (numerische Wettervorhersage)[10]
- Land Surface Analysis (Landoberflächenanalyse)[11]
- Radio Occultation Meteorology (Meteorologische Nutzung von Radio-Okkultations Sensoren)[12]
- Atmospheric Composition Monitoring (Überwachung atmosphärischer Gase und Aerosole, z. B. Ozon, SO2, NO2, HCHO.... )[13]
- Support to Operational Hydrology and Water Management (operationelle Hydrologie und Wasserwirtschaft)[14] – H SAF

### Das Satelliten-Auswertungszentrum für die Klimaüberwachung

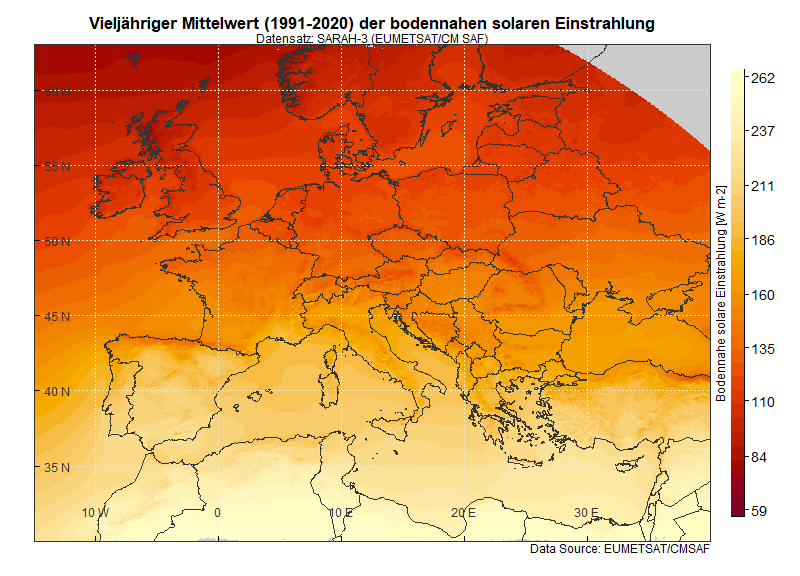
Beispiel für die Nutzung von Meteosat-Daten zur Klimaüberwachung durch die Satellite Application Facility on Climate Monitoring: Mittlere bodennahe solare Einstrahlung (in W/m^{2}) in Europa und dem Mittelmeerraum im Zeitraum 1991 bis 2020. Datengrundlage: SARAH-3 (EUMETSAT CM SAF)

Das Satelliten-Auswertungszentrum für die Klimaüberwachung (Satellite Application Facility on Climate Monitoring, CM SAF) nutzt die inzwischen über mehrere Jahrzehnte vorliegenden Satellitendaten, um daraus Datensätze zur langjährigen Beschreibung atmosphärischer Parameter (insbesondere des Energie- und Wasserkreislaufs) abzuleiten und diese insbesondere für Zwecke der Klimaüberwachung zur Verfügung zu stellen. Das Auswertungszentrum wird durch den Deutschen Wetterdienst koordiniert und durch weitere europäische Wetterdienste unterstützt. Die langjährigen satellitenbasierten Datensätze der bodennahen Strahlung sind auch eine Datengrundlage für Planungszwecke im Bereich der Solarenergie. Weitere Produkte sind beispielsweise langjährigen Datensätze zur Bewölkung oder des Wasserdampfgehalts der Erdatmosphäre.

## Mitgliedsstaaten
| Staat                  | Status   | Beitritt      | Finanzierungsanteil (Stand 2013) | Nationaler Wetterdienst                                                                        | Webseite               |
| ---------------------- | -------- | ------------- | -------------------------------- | ---------------------------------------------------------------------------------------------- | ---------------------- |
| Deutschland            | Mitglied | März 1986     | 19,20 %                          | Deutscher Wetterdienst (DWD)                                                                   | www.dwd.de             |
| Vereinigtes Königreich | Mitglied | März 1986     | 15,62 %                          | Met Office                                                                                     | www.metoffice.gov.uk   |
| Frankreich             | Mitglied | Februar 1986  | 14,70 %                          | Météo-France                                                                                   | www.meteo.fr           |
| Italien                | Mitglied | Juni 1986     | 12,04 %                          | Servizio Meteorologico dell’Aeronautica Militare                                               | www.meteoam.it/        |
| Spanien                | Mitglied | Februar 1986  | 7,56 %                           | Agencia Estatal de Meteorología                                                                | www.aemet.es           |
| Niederlande            | Mitglied | März 1986     | 4,38 %                           | Koninklijk Nederlands Meteorologisch Instituut                                                 | www.knmi.nl            |
| Schweiz                | Mitglied | Juli 1986     | 2,75 %                           | MeteoSchweiz / MétéoSuisse / MeteoSvizzera                                                     | www.meteoschweiz.ch    |
| Belgien                | Mitglied | Oktober 1986  | 2,57 %                           | Het Koninklijk Meteorologisch Instituut van België / Institut Royal Météorologique de Belgique | www.kmi.be             |
| Schweden               | Mitglied | Januar 1986   | 2,53 %                           | Sveriges meteorologiska och hydrologiska institut (SMHI)                                       | www.smhi.se            |
| Türkei                 | Mitglied | August 1986   | 2,27 %                           | Meteoroloji Genel Müdürlüğü                                                                    | www.mgm.gov.tr/        |
| Österreich             | Mitglied | Dezember 1993 | 2,05 %                           | Zentralanstalt für Meteorologie und Geodynamik                                                 | www.zamg.ac.at         |
| Norwegen               | Mitglied | April 1986    | 2,03 %                           | Norske Meteorologisk Institutt (met.no)                                                        | www.met.no             |
| Polen                  | Mitglied | Juni 2009     | 1,95 %                           | Instytut Meteorologii i Gospodarki Wodnej (IMGW)                                               | www.imgw.pl            |
| Dänemark               | Mitglied | Januar 1986   | 1,78 %                           | Danmarks Meteorologiske Institut (DMI)                                                         | www.dmi.dk             |
| Griechenland           | Mitglied | Juni 1988     | 1,65 %                           | Εθνική Μετεωρολογική Υπηρεσία (HNMS)                                                           | www.hnms.gr            |
| Finnland               | Mitglied | Dezember 1986 | 1,35 %                           | Ilmatieteen laitos / Meteorologiska institutet (FMI)                                           | www.fmi.fi             |
| Portugal               | Mitglied | Mai 1989      | 1,23 %                           | Instituto de Meteorologia (IM)                                                                 | www.meteo.pt           |
| Irland                 | Mitglied | Juni 1986     | 1,17 %                           | Met Éireann                                                                                    | www.met.ie             |
| Tschechien             | Mitglied | Mai 2010      | 0,80 %                           | Český hydrometeorologický ústav (CHMI), Družicové Oddělení                                     | www.chmi.cz/           |
| Ungarn                 | Mitglied | Oktober 2008  | 0,69 %                           | Országos Meteorológiai Szolgálat (OMSZ)                                                        | www.met.hu             |
| Rumänien               | Mitglied | November 2010 | 0,57 %                           | National Meteorological Administration of Romania                                              | meteoromania.ro        |
| Slowakei               | Mitglied | Januar 2006   | 0,32 %                           | Slovenský hydrometeorologický ústav (SHMU)                                                     | www.shmu.sk            |
| Kroatien               | Mitglied | Dezember 2006 | 0,25 %                           | Državni hidrometeorološki zavod (DHMZ)                                                         | www.meteo.hr           |
| Slowenien              | Mitglied | Februar 2008  | 0,23 %                           | Agencija Republike Slovenije za Okolje (ARSO)                                                  | www.arso.gov.si        |
| Luxemburg              | Mitglied | Juli 2002     | 0,21 %                           | Administration de la navigation aérienne                                                       | www.aeroport.public.lu |
| Bulgarien              | Mitglied | April 2014    | 0,18 %                           | Национален институт по метеорология и хидрология (INMH)                                        | www.meteo.bg           |
| Litauen                | Mitglied | Januar 2013   | 0,16 %                           | Lietuvos hidrometeorologijos tarnyba (LHS), prie Aplinkos ministerijos                         | www.meteo.lt           |
| Lettland               | Mitglied | Mai 2009      | 0,10 %                           | Latvijas Vides, ģeoloģijas un meteoroloģijas aģentūra (LVGMA)                                  | www.meteo.lv           |
| Island                 | Mitglied | Januar 2014   | 0,10 %                           | Veðurstofa Íslands                                                                             | www.vedur.is           |
| Estland                | Mitglied | Juni 2013     | 0,09 %                           | Keskkonnaagentuur (KAUR)                                                                       | www.emhi.ee            |
| Quelle                 |          |               |                                  |                                                                                                |                        |